# 輸送起立発射機

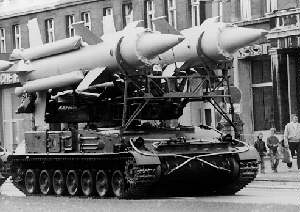
ソビエト連邦の保有した2K11輸送起立発射機

輸送起立発射機（transporter erector launcher、TEL）は、地上発射型のミサイルを搭載して輸送し、発射時には搭載したミサイルをそのまま起立させて発射することができる車輌のことである。防衛研究所では「発射台付き車両」と呼称する。

## 概要
初期の地上発射型ミサイル（地対空ミサイル、弾道ミサイルを含む地対地ミサイル、地対艦ミサイル）の多くは地上に固定設置された発射台から発射されていたが、固定式の発射台はひとたび敵に発見されれば攻撃に対して脆弱となり、ミサイルの再配置も困難であるという問題があった。そこで、ミサイルの発射台をトラックやトレーラーに搭載して移動式とすることが考えられた。移動式の発射台は自在に移動してどこからでもミサイルを発射できるほか、トンネルや建物の中に隠れておいて偵察衛星や偵察機に発見されることを防いだり、空からの攻撃を避けたりすることができ、発射前にミサイルが発見・攻撃される可能性を大きく下げることができる。例えばV2ロケットは輸送トレーラーや発射台車両などからなる発射部隊を用意し、機動的な小部隊が発射を行ったことから発射部隊はなかなか捕捉されなかった。
地上発射型のミサイルは上方に向けて射ち出されることが多く、特に大気圏外まで高速で上昇する弾道ミサイルは空気抵抗を最小限に抑えるため、垂直に発射される。一方でミサイルを搭載して移動する際にはミサイルをできるだけ水平にした方が移動時の安定性が高い。そこで、通常はミサイルを寝かせておき、発射時にミサイルを「起立」させる方法がとられる。ミサイルを斜め上方に発射する場合、ミサイルを目標がある方向に向けるために発射機は旋回可能になっていることが多い。一方でミサイルを垂直に発射する場合は発射されたミサイルはある程度上昇した後に目標の方向に向きを変えて飛翔するので発射機に旋回機能は無い。
TELは射点につき、発射直前の準備を行っている間が攻撃に対して最も脆弱であるが、比較的古い設計で液体燃料を使用するスカッドミサイルでも発射準備に要する時間は1時間ほど（ミサイルを起立させた後に燃料と酸化剤の注入を行う必要がある）で、固体式燃料を使用したミサイルであれば準備時間はさらに短くなると考えられる。移動・隠蔽が容易で事前に発見することが難しいTELと、発射から着弾までの時間が短く迎撃が困難な弾道ミサイルの組み合わせは戦略上の大きな脅威となり得る存在である。実際に、湾岸戦争とイラク戦争ではイラクのスカッドミサイルを破壊するために大規模な空爆が行われ（いわゆる「スカッドハント」）、TELの位置を特定するために特殊部隊も投入されたが、スカッドの発射を完全に阻止することはできなかった。
なお、MIM-104パトリオットシステムは牽引式の発射機輸送車であり、Mobile Erector Launchers、直訳すれば移動式起立発射機、省略形ではMELと呼称される。

## レーダー搭載型
輸送車兼用起立式レーダー装備発射機（transporter erector launcher and radar、TELAR）はTELと同様にミサイルの輸送・発射能力を持つとともに、目標を捜索・追尾するレーダーシステムやミサイルの軌道を修正するための誘導指令装置などの支援装置を1つの車体にまとめて搭載している。通常の移動式ミサイルシステムはミサイル発射機搭載車の他にレーダーや射撃管制装置、指揮統制装置、中継装置などを搭載した多数の支援車輌から構成され、ミサイル発射機単体での戦闘は行えない。しかし、TELARには自律戦闘能力があり、支援車輌の状態や存在に関わりなく各車が戦闘可能である。また、支援車輌が不要となるために機動力を高めることができ、身軽な運用が可能になる。TELARは地対空ミサイルの発射機として用いられ、特に短距離地対空ミサイルの発射機に多い。これは短距離地対空ミサイルや短距離用レーダーは比較的小型で同一の車体に搭載する余裕があることに加え、前線近くに配置されることから高い機動力を求められるためである。
また、transporter launcher and radar（TLAR）、直訳すれば輸送車兼用レーダー装備発射機は、TELARと同様にミサイル発射機とレーダーを一つの車体に備えるものの、TELARとは異なりミサイルを起立させる能力がない。TLARのミサイルは発射準備位置についた状態で搭載・輸送される。例としては9K330トールがあり、このシステムのミサイル発射機は垂直発射システム（VLS）形式をとっている。
なお、自前のレーダーを持つTELARやTLARであっても他の車輌と連携することがあり、指揮統制車両（CPまたはCPV）とリンクしたり、「目標の取得、指示および誘導レーダー」（TADAGR、または略してTAR）から取得した目標情報を利用したりする場合がある。

## 主な機種
中華人民共和国
- WS51200（英語版） 16輪輸送起立発射機
- WS21200（英語版）

 ロシア
- 9A39M1装軌式輸送起立発射機
- S-400トリウームフ防空システム輸送起立発射機
- 2P24輸送起立発射機
- 9P113輸送起立発射機

ZIL-135トラックを使用した9K52 ルーナM (FROG-7)の発射機。
- S-300輸送起立発射機MAZ-7910 8x8装輪トラック、もしくはMT-T装軌式トランスポーター
- MAZ-547A/MAZ-7916（英語版） 6軸12輪輸送起立発射機

MAZ-543の派生型。
- MAZ-7917（英語版） 7軸14輪輸送起立発射機

MAZ-543の派生型。
- MZKT-79221（ロシア語版、英語版）輸送起立発射機
- РТ-23 ミサイルサイロから発射されるミサイルを専用の列車に搭載して鉄道輸送を行うもの。コールドローンチによって列車上から発射可能。

 ドイツ/ アメリカ合衆国
- MAN AG輸送起立発射機

 アメリカ合衆国
- BGM-109G グリフォン

 北朝鮮
- 形式不詳（11軸44輪?輸送起立発射機[4]）

## 画像

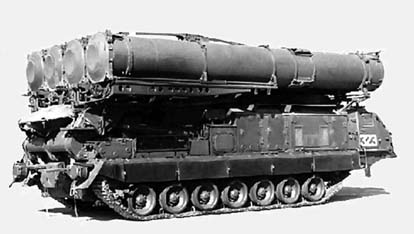
ロシアのSA-12 TELAR。輸送状態
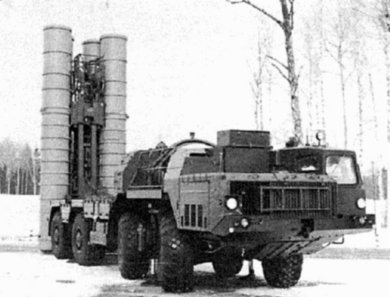
ロシアのSA-10 TEL。発射準備状態
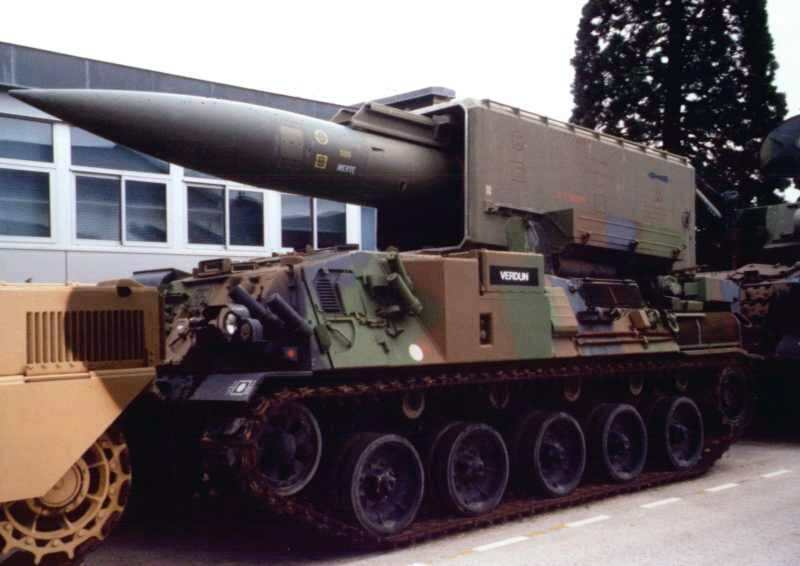
フランスのプリュトンミサイル。輸送状態
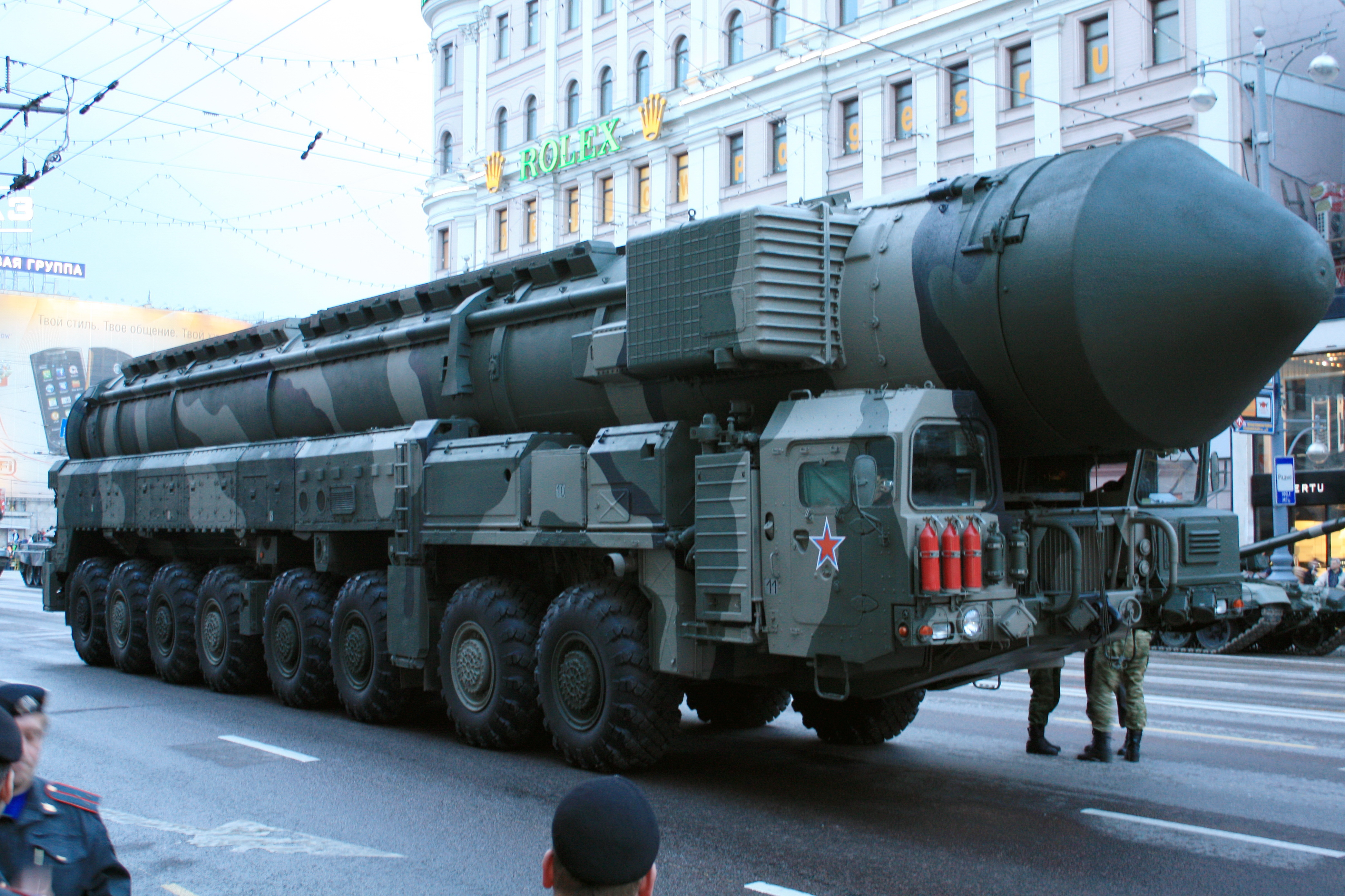
MZKT-79221（ロシア語版、英語版）
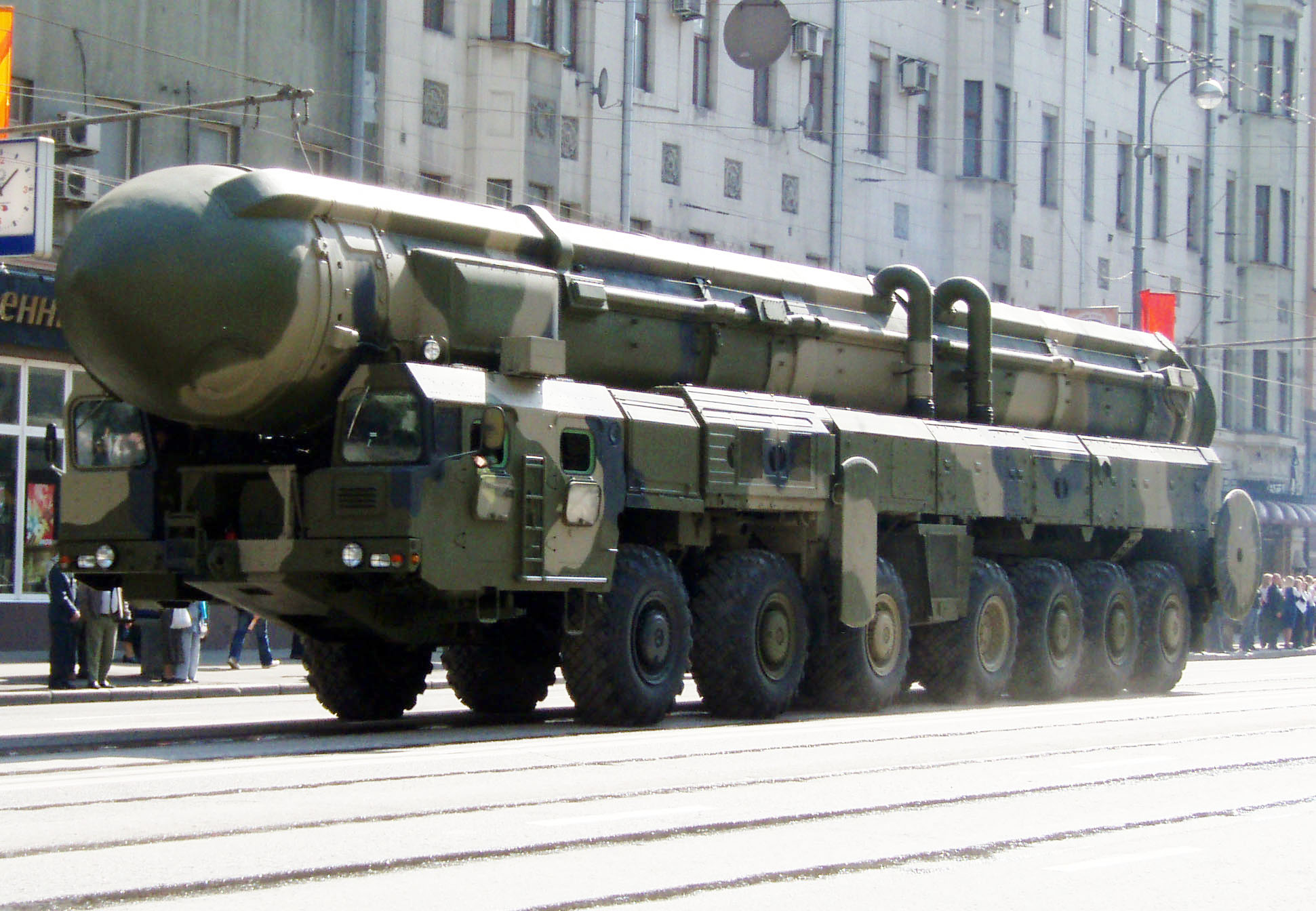
MAZ-7917（英語版） TEL
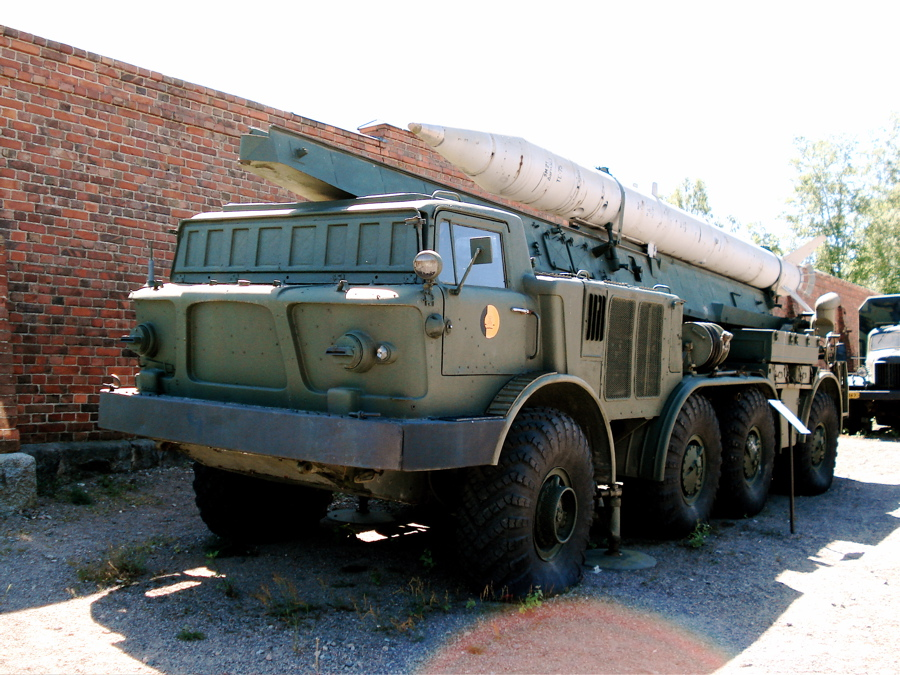
ZIL-135 (9K52 ルーナM、FROG-7)
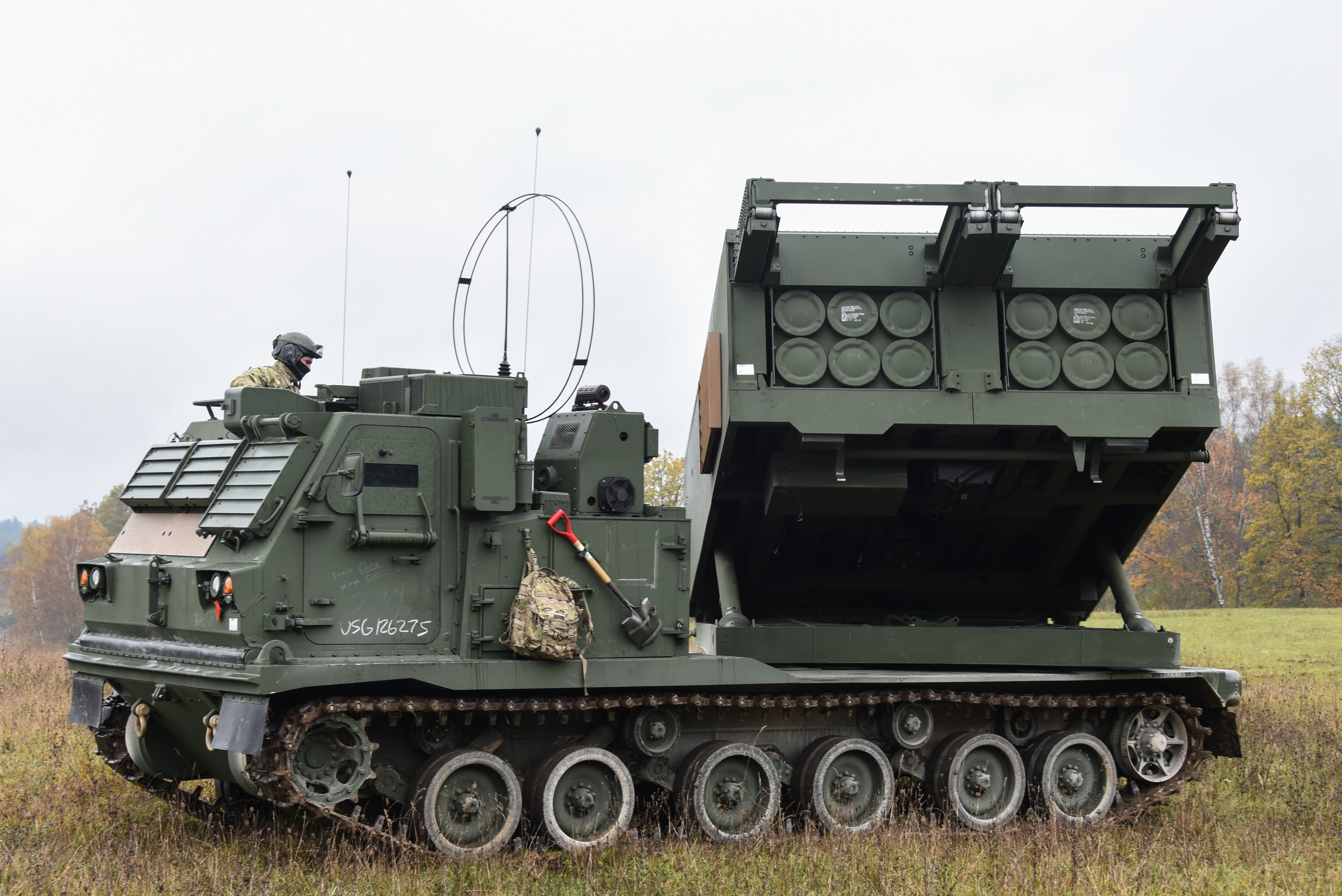
M270 MLRS
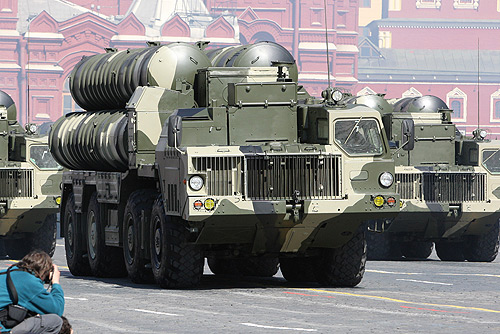
S-300ミサイル （MAZ-7910）
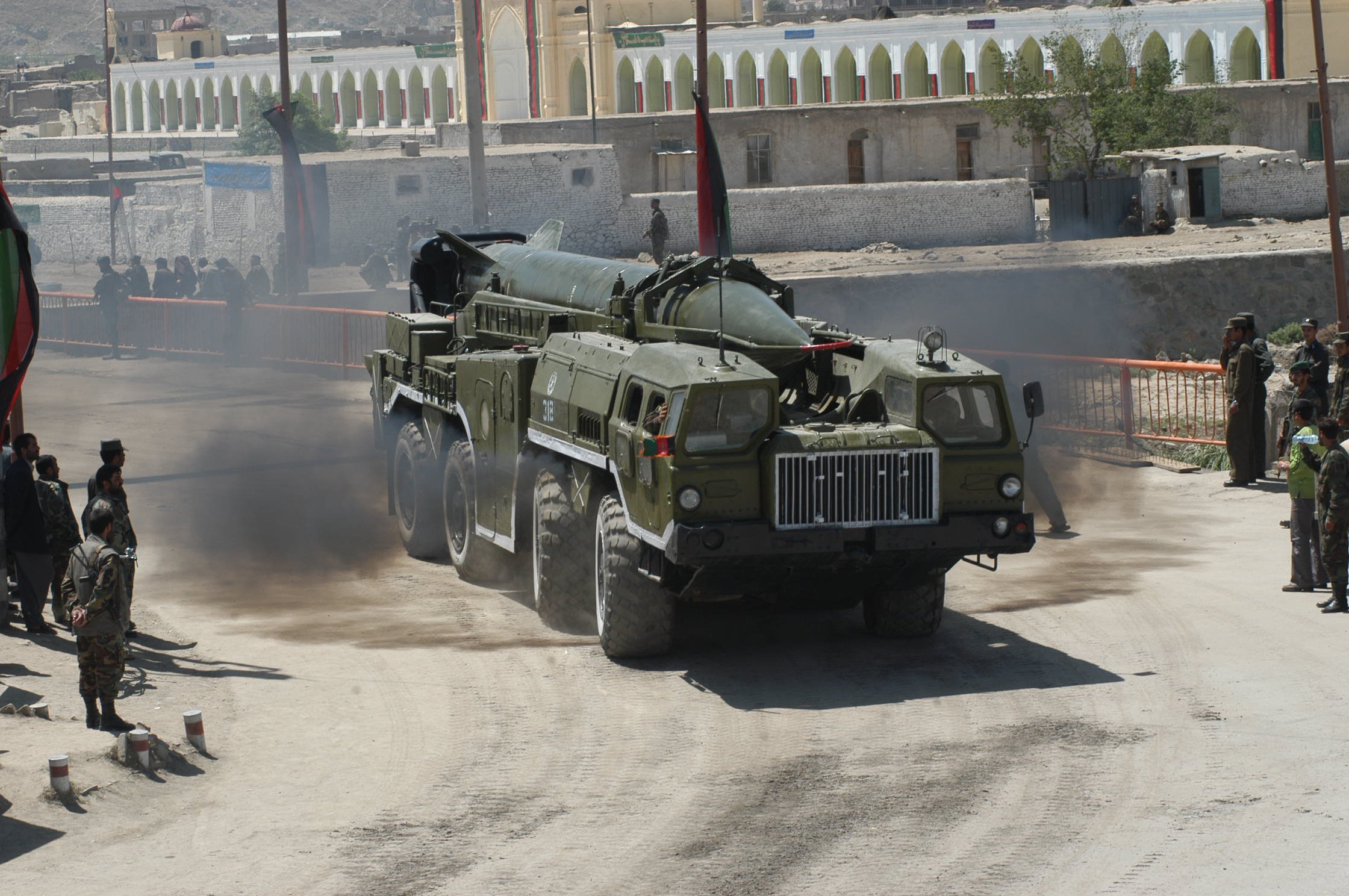
スカッドミサイル（MAZ-543）
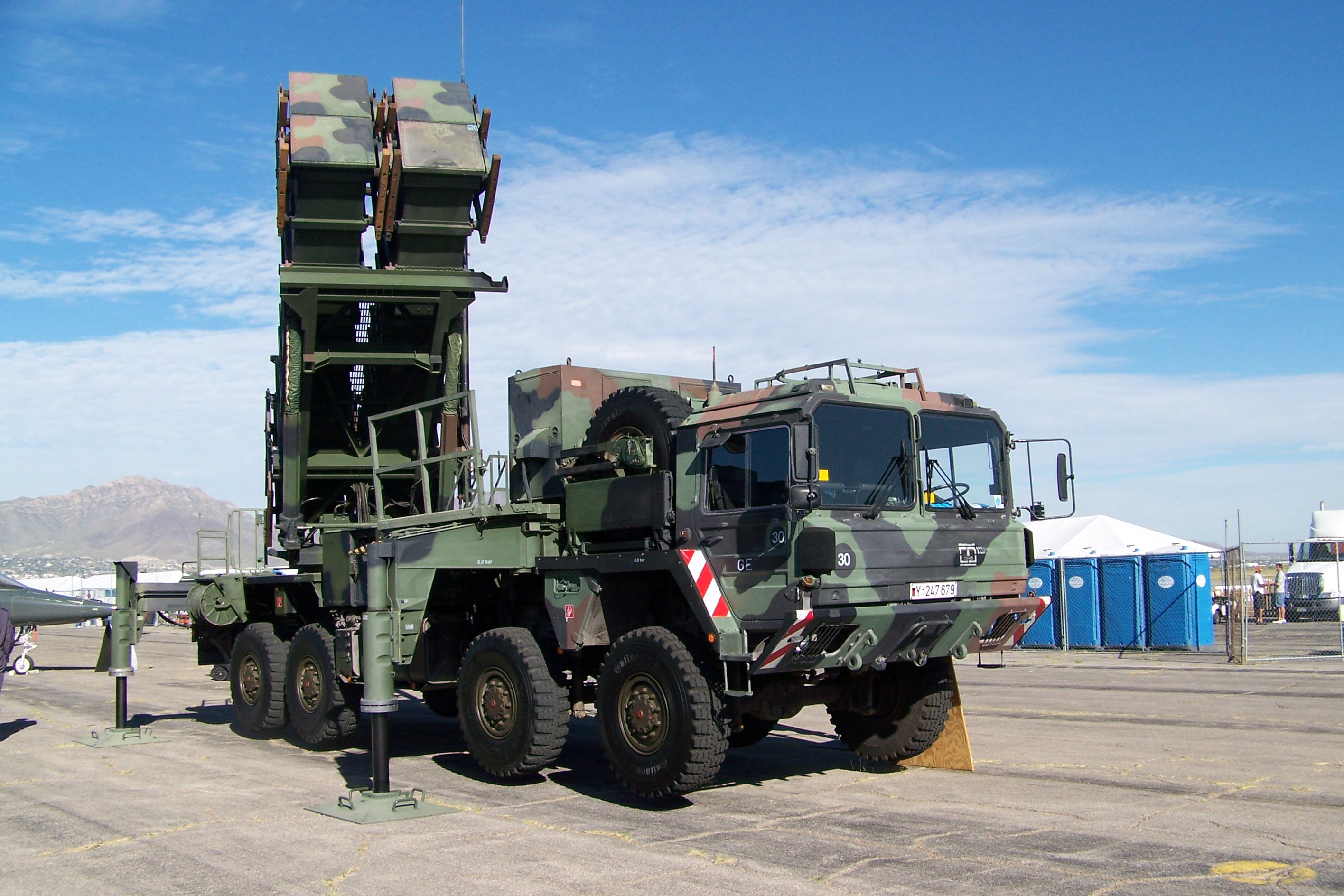
ドイツのパトリオットミサイルシステム。地対空ミサイルを装備
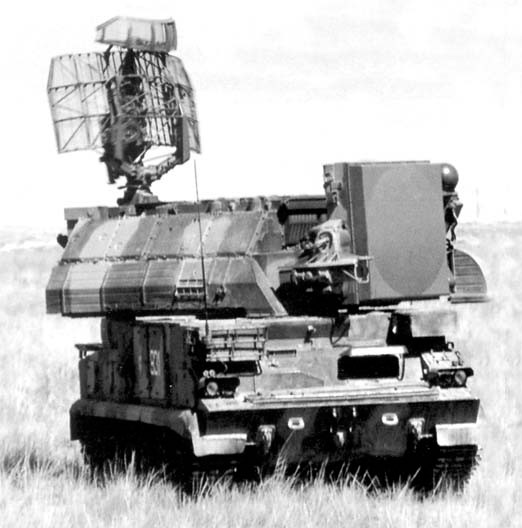
ソ連の短距離地対空ミサイルシステム、9K330。旋回砲塔にVLS、捜索レーダー、追尾レーダー、ミサイル誘導アンテナを装備する。TELARと同じく発射機とレーダーを装備しているものの、ミサイルを起立させずにVLSから垂直に発射するためTLARに分類される。
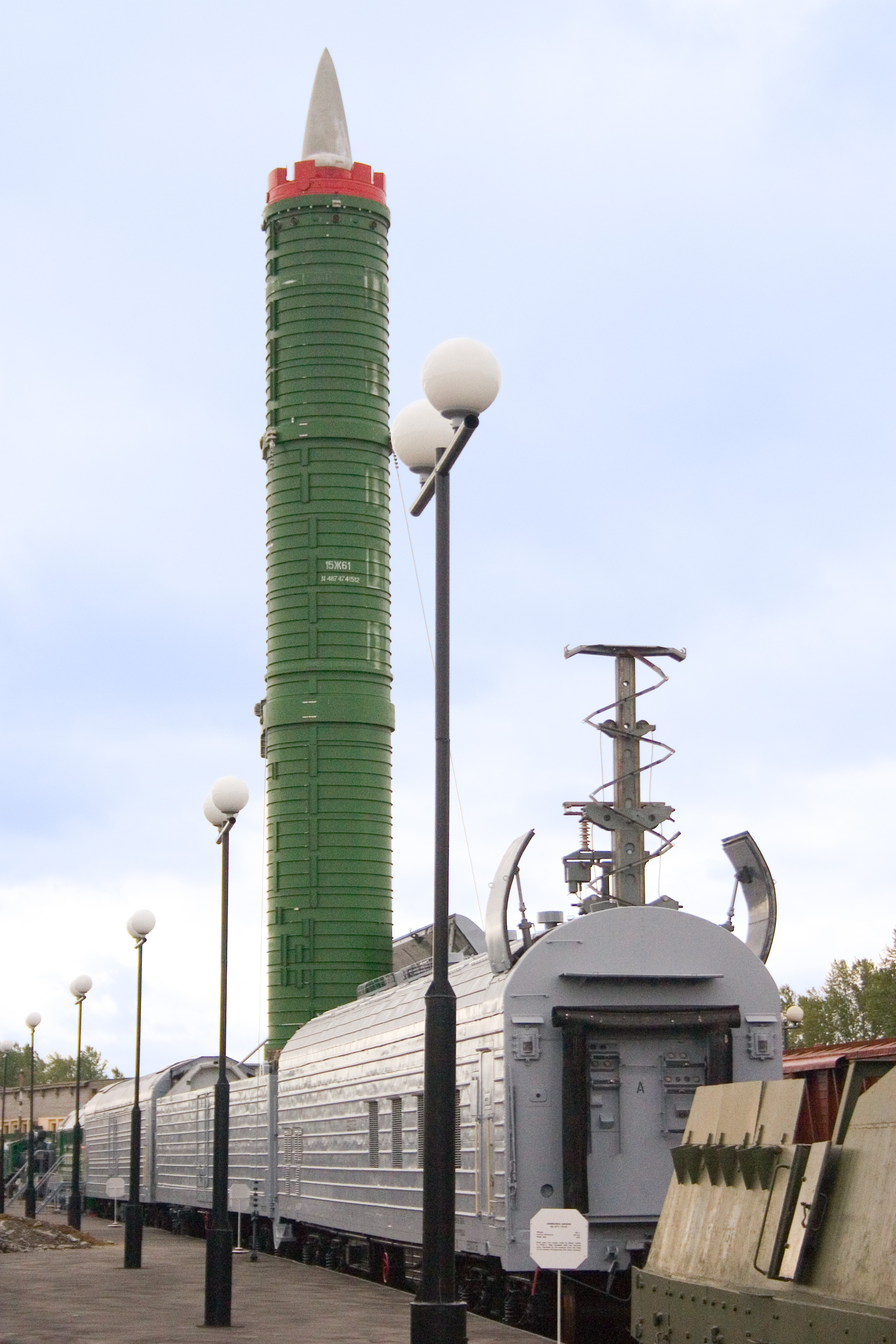
РТ-23 列車輸送発射器。ディーゼル機関車によって牽引される運搬/発射装置及び発射管制室、運用要員の居住室、超長距離無線設備、電源設備までを揃えた列車編成で運用されていた。